# Poliacrilamida
La poliacrilamida es un homopolímero de acrilamida. Puede ser sintetizado en forma de cadena lineal o entrecruzado, e incluso se emplea junto con otros monómeros como el acrilato de sodio para formar distintos copolímeros. La poliacrilamida no es tóxica. Sin embargo, la acrilamida que no ha polimerizado, que es una neurotoxina, puede estar presente en muy pequeñas cantidades en la acrilamida polimerizada, de ahí que sea recomendable su manipulación con precaución. En la forma entrecruzada, la probabilidad de que haya monómero libre es incluso mayor. Absorbe agua fácilmente, por lo que en la práctica es un hidrogel, y uno de los geles más utilizados para realizar electroforesis, las cuales tienen como objetivo realizar un análisis y/o separación por carga y tamaño molecular de los fragmentos de aminoácidos o nucleótidos que componen muestras biológicas como las proteínas o ácidos nucleicos como el ADN o el ARN respectivamente.

## Usos de la poliacrilamida

### PAGE
La electroforesis de proteínas en geles con una matriz de poliacrilamida, comúnmente denominada electroforesis en gel de poliacrilamida (PAGE, PolyAcrylamide Gel Electrophoresis en inglés) es una de las técnicas más ampliamente utilizadas para caracterizar mezclas complejas de proteínas. La electroforesis en poliacrilamida es un método conveniente, rápido y económico a nivel de muestra, pues se requieren sólo cantidades del orden de microgramos de proteína.
Una ventaja importante de los geles de poliacrilamida es que son químicamente inertes, transparentes y estables en un amplio rango de pHs, temperatura y fuerza iónica.
Con respecto a su uso para el estudio de ácidos nucleicos, el gel de poliacrilamida se suele emplear en situaciones donde se dispone de fragmentos de bajo tamaño molecular (de menos de 1000 pares de bases). Para grandes fragmentos de hasta 100.000 pares de bases, resulta mucho más específica la utilización del gel de agarosa.

### Usos industriales
Uno de los usos industriales más importantes para la poliacrilamida es la de flocular sólidos en un líquido. Este proceso se aplica para el tratamiento del agua, y procesos tales como la fabricación de papel. La poliacrilamida se puede suministrar en polvo o en forma líquida, y como forma líquida se subdivide en disolución y polímero de emulsión. A pesar de que estos productos son a menudo llamados "poliacrilamida", muchos son en realidad copolímeros de acrilamida y una o más de otras especies químicas, tales como un ácido acrílico o una sal del mismo. La principal consecuencia de esto es dar al polímero "modificado" un carácter iónico particular.
También se ha comercializado como acondicionador del suelo llamado Krilium por Monsanto en la década de 1950 y hoy en día se dice que es una "fórmula única" de PAM (poliacrilamida soluble en agua). A menudo se utiliza para el uso hortícola y agrícola bajo diversos nombres comerciales. La forma aniónica de poliacrilamida reticulada se utiliza con frecuencia como acondicionador de suelos en terrenos agrícolas y de la construcción para el control de la erosión, con el fin de proteger la calidad del agua de los ríos y arroyos cercanos.